# Liste der denkmalgeschützten Objekte in Komjatice
Die Liste der denkmalgeschützten Objekte in Komjatice enthält die 26 nach slowakischen Denkmalschutzvorschriften geschützten Objekte in der Gemeinde Komjatice im Okres Nové Zámky.

## Denkmäler
| Foto |                 | Denkmal / č. ÚZPF                           | Standort / Konskr. Nr.                             | Offizielle Beschreibung                           | Beschreibung                                      | Metadaten                                                                      |
| ---- | --------------- | ------------------------------------------- | -------------------------------------------------- | ------------------------------------------------- | ------------------------------------------------- | ------------------------------------------------------------------------------ |
| BW   | Datei hochladen | Grab mit Grabstein(sk) ObjektID: 404-338/0  | Standort KG: Komjatice Konskr.Nr.:                 | Caban Ondrej;1813-1860,národovec                  | des Ondrej Caban, Patriot                         | č. NKP: 404-338/0 Stand des NKP: 2012-02-08 Name: HROB S NÁHROBNÍKOM           |
| ja   | Datei hochladen | Gedenktafel(sk) ObjektID: 404-336/2         | Standort KG: Komjatice Konskr.Nr.: 1               | Caban Ondrej;1813-1860,národovec                  | für Ondrej Caban                                  | č. NKP: 404-336/2 Stand des NKP: 2012-02-08 Name: TABUĽA PAMÄTNÁ               |
| ja   | Datei hochladen | Kirche(sk) ObjektID: 404-341/0              | Standort KG: Komjatice Konskr.Nr.: 1173            | r.k.sv.Petra a Pavla;horný kostol,vonkajší kostol | römisch-katholische Oberkirche St. Peter und Paul | č. NKP: 404-341/0 Stand des NKP: 2012-02-08 Name: KOSTOL                       |
| BW   | Datei hochladen | Kapelle, erhöht(sk) ObjektID: 404-342/1     | Standort KG: Komjatice Konskr.Nr.:                 | Golgota;býv.kaplnka Božieho hrobu                 | Kalvarienkapelle, ehem. zum Heiligen Grab         | č. NKP: 404-342/1 Stand des NKP: 2012-02-08 Name: KAPLNKA S PÓDIOM             |
| BW   | Datei hochladen | Kreuz mit Korpus 1(sk) ObjektID: 404-342/2  | Standort KG: Komjatice Konskr.Nr.:                 | Ukrižovaný Kristus;socha Krista na kríži          | der gekreuzigte Christus                          | č. NKP: 404-342/2 Stand des NKP: 2012-02-08 Name: KRÍŽ S KORPUSOM I.           |
|      | Datei hochladen | Statue 1(sk) ObjektID: 404-342/3            | KG: Komjatice Konskr.Nr.:                          | Panna Mária;socha Panny Márie                     | Jungfrau Maria                                    | č. NKP: 404-342/3 Stand des NKP: 2012-02-08 Name: SOCHA I.                     |
|      | Datei hochladen | Statue 2(sk) ObjektID: 404-342/4            | KG: Komjatice Konskr.Nr.:                          | sv.Ján Evanjelista;socha sv.Jána Evanjelistu      | St. Johannes der Evangelist                       | č. NKP: 404-342/4 Stand des NKP: 2012-02-08 Name: SOCHA II.                    |
| BW   | Datei hochladen | Kreuz mit Korpus 2(sk) ObjektID: 404-342/5  | Standort KG: Komjatice Konskr.Nr.:                 | lotor pravý;kríž so sochou lotra-pravý            | rechter Dieb                                      | č. NKP: 404-342/5 Stand des NKP: 2012-02-08 Name: KRÍŽ S KORPUSOM II.          |
| BW   | Datei hochladen | Kreuz mit Korpus 3(sk) ObjektID: 404-342/6  | Standort KG: Komjatice Konskr.Nr.:                 | lotor ľavý;kríž so sochou lotra-ľavý              | linker Dieb                                       | č. NKP: 404-342/6 Stand des NKP: 2012-02-08 Name: KRÍŽ S KORPUSOM III.         |
| BW   | Datei hochladen | heiliges Grab(sk) ObjektID: 404-342/7       | Standort KG: Komjatice Konskr.Nr.:                 | Menza s Božím hrobom                              |                                                   | č. NKP: 404-342/7 Stand des NKP: 2012-02-08 Name: BOŽÍ HROB                    |
| BW   | Datei hochladen | Kreuzwegkapelle 1(sk) ObjektID: 404-342/8   | Standort KG: Komjatice Konskr.Nr.:                 | 1.zastavenie;Pilát odsudzuje Krista               | 1. Station, Pilatus verurteilt Jesus              | č. NKP: 404-342/8 Stand des NKP: 2012-02-08 Name: KAPLNKA KRÍŽOVEJ CESTY I     |
|      | Datei hochladen | Kreuzwegkapelle 2(sk) ObjektID: 404-342/9   | KG: Komjatice Konskr.Nr.:                          | 2.zastavenie;Kristus berie kríž                   | 2. Station, Jesus nimmt das Kreuz                 | č. NKP: 404-342/9 Stand des NKP: 2012-02-08 Name: KAPLNKA KRÍŽOVEJ CESTY II    |
|      | Datei hochladen | Kreuzwegkapelle 3(sk) ObjektID: 404-342/10  | KG: Komjatice Konskr.Nr.:                          | 3.zastavenie;1.pád Krista pod krížom              | 3. Station, 1. Sturz Jesu unter dem Kreuz         | č. NKP: 404-342/10 Stand des NKP: 2012-02-08 Name: KAPLNKA KRÍŽOVEJ CESTY III  |
|      | Datei hochladen | Kreuzwegkapelle 4(sk) ObjektID: 404-342/11  | KG: Komjatice Konskr.Nr.:                          | 4.zastavenie;Stretnutie Krista s P.M.             | 4. Station, Begegnung Marias mit Jesus            | č. NKP: 404-342/11 Stand des NKP: 2012-02-08 Name: KAPLNKA KRÍŽOVEJ CESTY IV   |
|      | Datei hochladen | Kreuzwegkapelle 5(sk) ObjektID: 404-342/12  | KG: Komjatice Konskr.Nr.:                          | 5.zastavenie;Šimon pomáha Kristovi                | 5. Station, Simon hilft Jesus                     | č. NKP: 404-342/12 Stand des NKP: 2012-02-08 Name: KAPLNKA KRÍŽOVEJ CESTY V    |
|      | Datei hochladen | Kreuzwegkapelle 6(sk) ObjektID: 404-342/13  | KG: Komjatice Konskr.Nr.:                          | 6.zastavenie;Kristus a Veronika                   | 6. Station, Jesus und Veronika                    | č. NKP: 404-342/13 Stand des NKP: 2012-02-08 Name: KAPLNKA KRÍŽOVEJ CESTY VI   |
| BW   | Datei hochladen | Kreuzwegkapelle 7(sk) ObjektID: 404-342/14  | Standort KG: Komjatice Konskr.Nr.:                 | 7.zastavenie;2.pád Krista pod krížom              | 7. Station, 2. Sturz Jesu unter dem Kreuz         | č. NKP: 404-342/14 Stand des NKP: 2012-02-08 Name: KAPLNKA KRÍŽOVEJ CESTY VII  |
|      | Datei hochladen | Kreuzwegkapelle 8(sk) ObjektID: 404-342/15  | KG: Komjatice Konskr.Nr.:                          | 8.zastavenie;Kristus napomína plačúce ženy        | 8. Station, Jesus ermuntert die weinenden Frauen  | č. NKP: 404-342/15 Stand des NKP: 2012-02-08 Name: KAPLNKA KRÍŽOVEJ CESTY VIII |
|      | Datei hochladen | Kreuzwegkapelle 9(sk) ObjektID: 404-342/16  | KG: Komjatice Konskr.Nr.:                          | 9.zastavenie;3.pád Krista pod krížom              | 9. Station, 3. Sturz Jesu unter dem Kreuz         | č. NKP: 404-342/16 Stand des NKP: 2012-02-08 Name: KAPLNKA KRÍŽOVEJ CESTY IX   |
|      | Datei hochladen | Kreuzwegkapelle 10(sk) ObjektID: 404-342/17 | KG: Komjatice Konskr.Nr.:                          | 10.zastavenie;Vyzliekanie Krista                  | 10. Station, Entkleiden Jesu                      | č. NKP: 404-342/17 Stand des NKP: 2012-02-08 Name: KAPLNKA KRÍŽOVEJ CESTY X    |
|      | Datei hochladen | Kreuzwegkapelle 11(sk) ObjektID: 404-342/18 | KG: Komjatice Konskr.Nr.:                          | 11.zastavenie;Pribíjanie Krista na kríž           | 11. Station, Nageln Jesu ans Kreuz                | č. NKP: 404-342/18 Stand des NKP: 2012-02-08 Name: KAPLNKA KRÍŽOVEJ CESTY XI   |
|      | Datei hochladen | Kreuzwegkapelle 12(sk) ObjektID: 404-342/19 | KG: Komjatice Konskr.Nr.:                          | 12.zastavenie;Ukrižovanie Krista                  | 12. Station, Kreuzigung Jesu                      | č. NKP: 404-342/19 Stand des NKP: 2012-02-08 Name: KAPLNKA KRÍŽOVEJ CESTY XII  |
|      | Datei hochladen | Kreuzwegkapelle 13(sk) ObjektID: 404-342/20 | KG: Komjatice Konskr.Nr.:                          | 13.zastavenie;Snímanie Krista z kríža             | 13. Station, Abnahme Jesu vom Kreuz               | č. NKP: 404-342/20 Stand des NKP: 2012-02-08 Name: KAPLNKA KRÍŽOVEJ CESTY XIII |
| BW   | Datei hochladen | Kreuzwegkapelle 14(sk) ObjektID: 404-342/21 | Standort KG: Komjatice Konskr.Nr.:                 | 14.zastavenie;Ukladanie Krista do hrobu           | 14. Station, Grablegung Jesu                      | č. NKP: 404-342/21 Stand des NKP: 2012-02-08 Name: KAPLNKA KRÍŽOVEJ CESTY XIV  |
| ja   | Datei hochladen | Kirche(sk) ObjektID: 404-339/0              | Standort KG: Komjatice Konskr.Nr.: 1174            | r.k.sv.Alžbety;farský kostol sv.Alžbety           | römisch-katholische Kirche der heiligen Elisabeth | č. NKP: 404-339/0 Stand des NKP: 2012-02-08 Name: KOSTOL                       |
| ja   | Datei hochladen | Gedenkpfarrhof(sk) ObjektID: 404-336/1      | Horná ul. 2 Standort KG: Komjatice Konskr.Nr.: 1,2 | Caban Ondrej;1813-1860,národovec                  | für Ondrej Caban                                  | č. NKP: 404-336/1 Stand des NKP: 2012-02-08 Name: FARA PAMÄTNÁ                 |

## Legende
Die Tabelle enthält im Einzelnen folgende Informationen:
| Foto:                    | Fotografie des Denkmals. |
| Denkmal / č. ÚZPF:       | Die Übersetzung der Bezeichnung des Denkmals, wie sie vom Slowakischen Denkmalamt (Pamiatkový úrad Slovenskej republiky) verwendet wird. Die Originalbezeichnung ist unter dem Fragezeichen angegeben. Fehlt die Übersetzung, so wird die Originalbezeichnung direkt angezeigt. Weiters ist die Objekt-Identifikationsnummer (Objekt ID) angeführt. Sie ist die offizielle, in der Slowakei eindeutige Nummer č. ÚZPF inklusive der zugehörigen Zählnummer, wie sie in den Daten des Denkmalamtes angegeben wird. Da diese nur innerhalb eines Landkreises gezählt wird, ist dessen Nummer der Denkmalnummer vorangestellt. |
| Standort:                | Wenn in der Liste vorhanden, ist die Adresse angegeben. In Klammern kann sich noch eine zusätzliche Adresse befinden, wenn es beispielsweise ein Eckhaus ist. Bei freistehenden Objekten ohne Adresse (zum Beispiel bei Bildstöcken) ist eine Adresse angegeben, die in der Nähe des Objekts liegt. Durch Aufruf des Links Standort wird die Lage des Denkmals in verschiedenen Kartenprojekten angezeigt. Darunter sind die Katastralgemeinde (KG) und, wenn vorhanden, die Konskriptionsnummer (Konskr. Nr.) angegeben.                                                                                                   |
| Offizielle Beschreibung: | Es ist die Kurzbeschreibung auf Slowakisch, wie sie in den offiziellen Listen angegeben ist, eingetragen. |
| Beschreibung:            | Kurze Angaben zum Denkmal auf Deutsch. |
| Metadaten:               | Zusätzlich werden, wenn in den persönlichen Einstellungen das Helferlein Dauerhaftes Einblenden von Metadaten aktiviert ist, ebensolche angezeigt. |

- Karte mit allen Koordinaten:
- OSM |
- WikiMap